# غلاية (مطبخ)

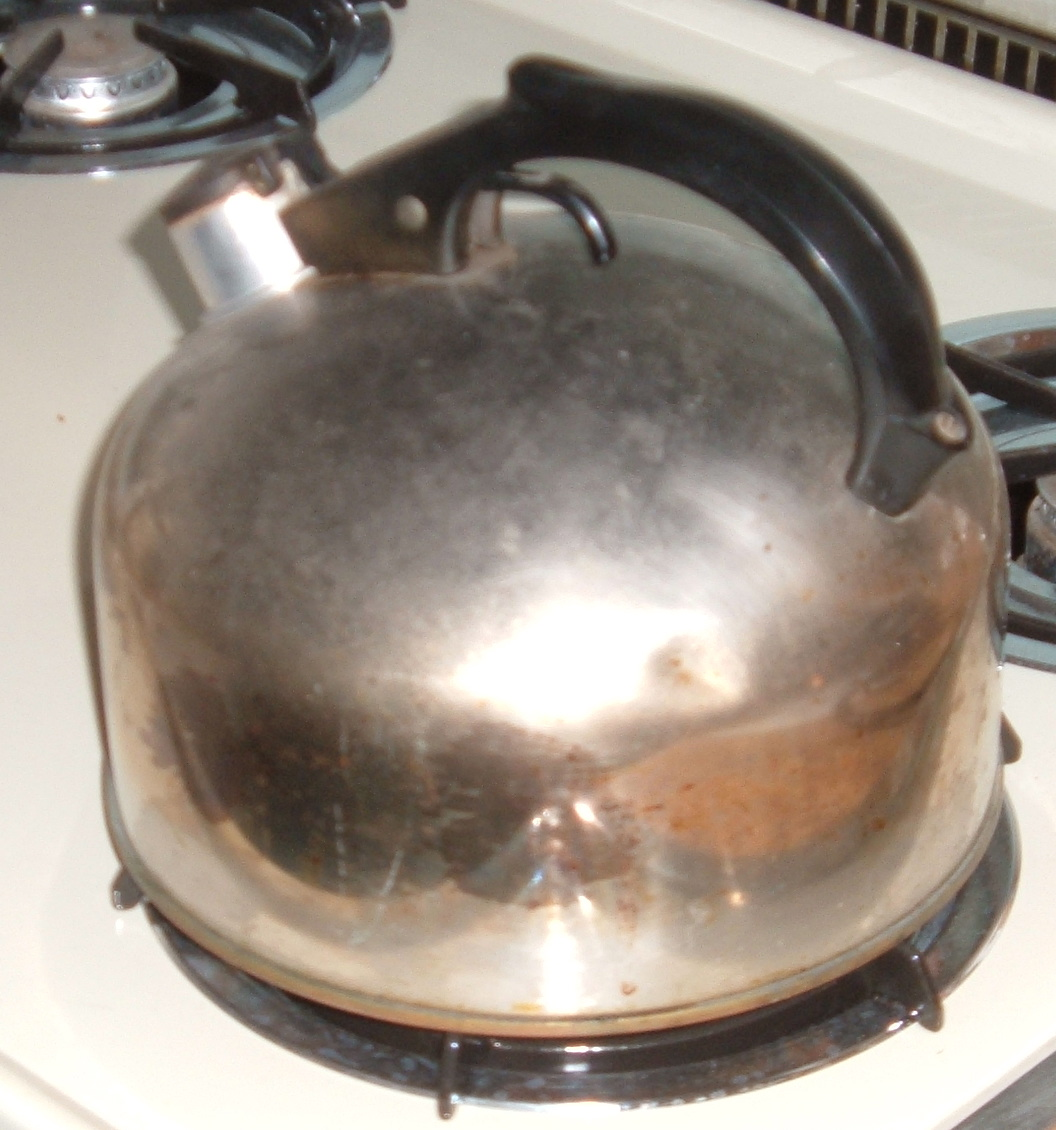
غلاية.

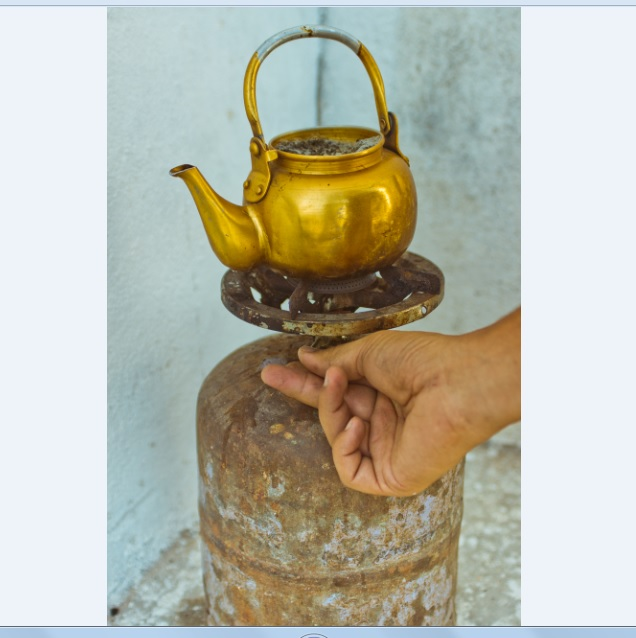
غلاية معدنية على نار قنينة غاز من الحجم الصفير.

الغلاية (الجمع: غَلَّايَات) (بالإنجليزية: Kettle)‏ (نقحرة: الكاتل أو الكاتيل) هي أداة من الأدوات التي تستخدم في المطبخ. فهي تستخدم لتسخين المياه أو غليها. في الماضي، كانت الغلايات تصنع من المواد المعدنية مثل النحاس, توضع فوق النار لتصبح ساخنة. الآن، الغلايات المعدنية توضع على الموقد. في بعض الأحيان تصنع الغلايات من الخزف أو الصلصال.
بعض الناس يستخدمون الغلايات الكهربائية، وعند توصيلها بالتيار الكهربائي تستخدم الكهرباء لتوليد الحرارة, وغالبا ما تكون مصنوعة من البلاستيك أو المعدن, وتكون أسرع من الغلايات على الموقد في تسخين المياه. وغالبا ما تستخدم لصنع الشاي.

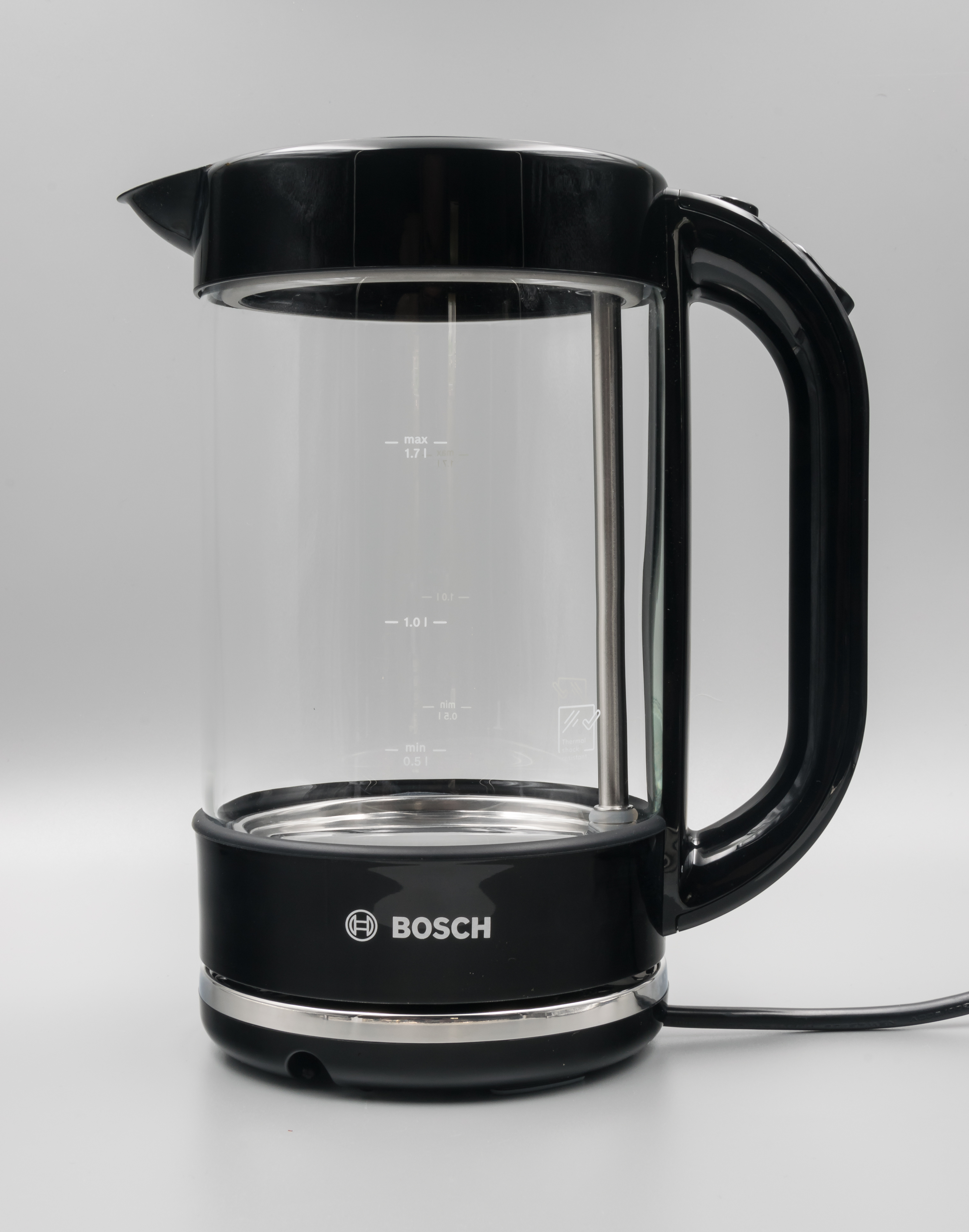
الغلاية الكهربائية (Electric Kettle). لا ينبغي الخلط بينها وبين إبريق الشاي الكهربائي.